# Сачени (Тимиш)
Сачени (рум. Săceni) насеље је у Румунији у округу Тимиш у општини Трајан Вуја. Oпштина се налази на надморској висини од 156 m.

## Прошлост
По "Румунској енциклопедији" први пут се помиње 1596. године. Године 1717. ту је пописано 15 домова. Православна црква подигнута је 1750. године. Крајем 19. века колонизовани су Мађари.
Аустријски царски ревизор Ерлер је 1774. године констатовао да место "Сечен" припада Сарачком округу, Лугожког дистрикта. Становништво је било претежно влашко. Када је 1797. године пописан православни клир ту један свештеник, очигледно Румун. Парох поп Теодор Грозеску (рукоп. 1791) служио се искључиво матерњим румунским језиком.

## Становништво
Према подацима из 2002. године у насељу је живело 245 становника.

### Попис2002.
| Расподела становништва по националности 2002.‍ | Расподела становништва по националности 2002.‍ | Расподела становништва по националности 2002.‍ | Расподела становништва по националности 2002.‍ | Расподела становништва по националности 2002.‍ |
| --------------------------------------------- | --------------------------------------------- | --------------------------------------------- | --------------------------------------------- | --------------------------------------------- |
|                                               |                                               |                                               |                                               |                                               |
| Румуни                                        | Румуни                                        |                                               | 170                                           | 69,7%                                         |
| Мађари                                        | Мађари                                        |                                               | 40                                            | 16,4%                                         |
| Украјинци                                     | Украјинци                                     |                                               | 34                                            | 13,9%                                         |